# Muhammad Szibani

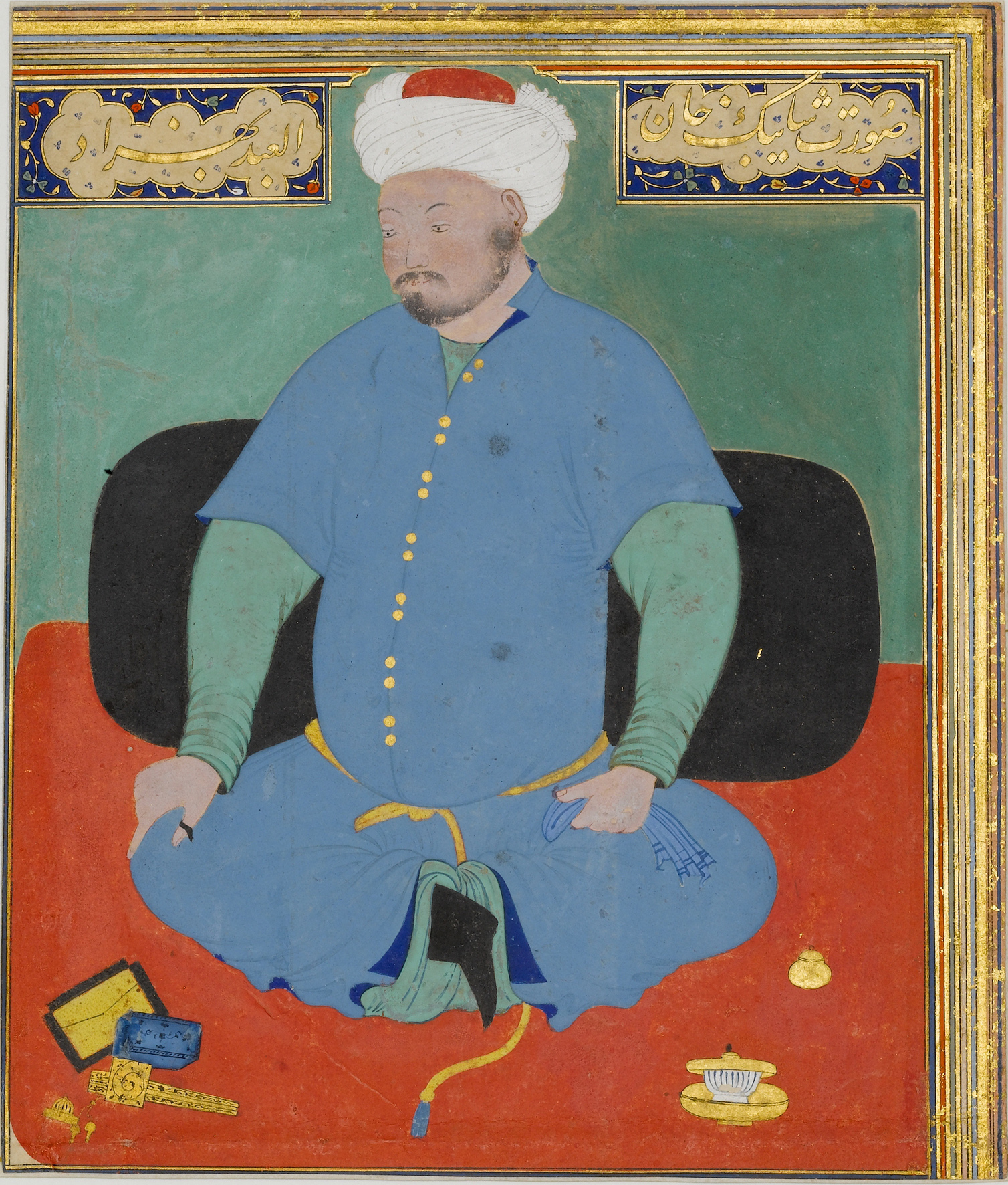
Portret Szibani-chana. Miniatura przedstawia go jako uczonego z przyborami do pisania i książką, chociaż nadal nosi on pierścień łucznika. Zgodnie z umieszczoną na miniaturze kaligrafią jej autorem był "niewolnik" Behzad, jednak bardziej prawdopodobne wydaje się autorstwo malarza wykształconego w Heracie, który znalazł się na uzbeckim dworze. Zbiory Metropolitan Museum of Art

Muhammad Szibani (albo Muhammad Szejbani. Właściwie Muhammad Szah Bacht. W innych formach: Szahi Bek, Szajbek) (ur. 1451 - zm. 29 listopada 1510 r.) – chan z rodu Szejbanidów, który za swojego życia podbił większość zachodniej Azji Środkowej, tradycyjnie uważany za założyciela Chanatu Buchary.
Był synem Szah Budaka. Otrzymał imię Muhammad i tytuł honorowy (lakab) Szah Bacht, który w tureckim przyjmował także formę Szahi Bek, albo Szajbek. W późniejszym okresie był jednak bardziej znany pod swoim poetyckim pseudonimem (tachallos) Szibani, przyjętym na cześć eponimicznego protoplasty Szejbanidów Szibaniego, czwartego syna Dżocziego. Późniejsza literacka tradycja Azji Środkowej była prawdopodobnie nieświadoma pochodzenia pseudonimu Szibaniego i szybko skojarzyła go ze znanym arabskim "Szejban" (zobacz plemię Banu Szejban). Stąd "Szibani" stał się "Szejbanim".
Ojciec Szibaniego zmarł ok. 1459/1460 i wraz ze swoim bratem Mahmudem (żył 1454 - 1501), który miał pozostać jego towarzyszem przez całe życie, znalazł się on pod kuratelą swojego dziadka, Abulchajra (1428 - 1468). Abulchajr umieścił braci najpierw pod opieką "Ujghur Baj Szajcha", który prawdopodobnie był odpowiedzialny za naukę z książek, następnie zaś Karaczin Bega, uczącego ich polowania i wojaczki. Dzieciństwo i młodość Szibani spędził w Sygnaku nad dolną Syr-darią i jego okolicach, gdzie swój obóz miał jego dziadek. Kiedy po śmierci Abulchajra utworzona przez niego konfederacja rozpadła się Karaczin Beg zabrał braci do Astrachania, prawdopodobnie szukając opieki miejscowych chanów (zob. Wielka Orda, Chanat Astrachański). Ze względu na problemy w samym Astrachaniu cała trójka szybko jednak opuściła to miejsce. Chronologia życia Szibaniego aż do roku 1500 nie jest zbyt jasna. Po opuszczeniu Astrachania wraz z bratem udał się on z powrotem do Sygnaku, jednak po najwidoczniej nieudanej próbie zdobycia jakiejś pozycji w regionie obaj byli zmuszeni szukać schronienia w Bucharze. Przez następne dwa lata Szibani służył jako najemnik w służbie emira klanu Arghun, Sultana Alego Tarchana, by następnie powrócić w rejon środkowej Syr-darii, gdzie dowódca twierdzy Arkuk zaoferował uznanie jego zwierzchności. Jakiś czas później udało mu się zdobyć lub też ofiarowano mu Sygnak, stolicę jego dziadka. Cały region Syr-darii był wówczas polem walki pomiędzy Kazachami, potomkami Miranszaha (1405 - 1407) z rodu Timurydów, którzy dzierżyli Samarkandę i Bucharę, oraz Czagataidami z Mogolistanu z centrum w Taszkencie. Przy ciągle zmieniającej się sytuacji Szibani tylko czasami odnosił zwycięstwa, najczęściej jako najemnik którejś ze stron.
W połowie lat osiemdziesiątych Szibani zgromadził wokół siebie na tyle poważne siły, że mógł na ich czele dokonać rajdu na Chorezm, wówczas w posiadaniu Timurydy Husajna Bajkary (1469 - 1506), i na pewien czas zająć w nim kilka miast. To zwróciło na niego uwagę władcy Samarkandy, Sultana Ahmada (1469 - 1494), który wynajął go do udziału w kampanii przeciwko zajmującemu Taszkent i zagrażającemu posiadłościom Timurydów w Kotlinie Fergańskiej chanowi Czagataidów Sultanowi Mahmudowi (1487 - 1508/1509). W roku 1488 pod Taszkentem Szibani przeszedł jednak na stronę przeciwnika i w konsekwencji siły z Samarkandy poniosły klęskę. Sultan Mahmud miał go wynagrodzić wspomnianym już wcześniej miastem Arkuk. Szibani kolejny raz pojawia się w źródłach dopiero w roku 1500, kiedy zaatakował Samarkandę, najprawdopodobniej w imieniu swojego patrona Sultana Mahmuda. Nawet jednak jeśli tak było, to po zdobyciu miasta Szibani zignorował swoje zobowiązania i potraktował je jako swoją osobistą zdobycz. Jeszcze w tym samym roku Szibani zdobył też Bucharę. Timuryda Babur (1494 - 1530) odbił Samarkandę i zajmował ją zimą 1500/1501 roku, jednak na wiosnę 1501 roku Szibani pokonał go w bitwie pod Sar-i Pul nieopodal miasta i ponownie je zdobył po długim oblężeniu. Te sukcesy spowodowały, że na stronę Szibaniego zaczęło przechodzić wiele plemion służących poprzednio Timurydom albo Czagataidom, co dało mu środki na prowadzenie kampanii nieustannych podbojów przez następną dekadę.
W roku 1502 Szibani przeprowadził udaną wyprawę do Kotliny Fergańskiej i zajął Taszkent. W następnym roku powrócił do Kotliny i pokonał w walnej bitwie połączone siły swojego dawnego mocodawcy Sultana Mahmuda i jego brata Sultana Ahmada (1487 - 1504) oraz zajął ją ostatecznie. W roku 1505 po dziesięciomiesięcznym oblężeniu zdobył Urgencz, a następnie Balch, zagrażając tym samym także reszcie posiadłości Husajna Bajkary. Stary władca znajdował się w konflikcie zarówno ze swoimi buntowniczymi emirami, jak i synami, pomimo to zmobilizował przeciwko Szibaniemu armię i zamierzał wyruszyć w pole. Okazało się jednak że nie jest już zdolny do prowadzenia wojska i zmarł w 1506 roku. Jego synowie, Badi-az Zaman (1506 - 1507) i Muzaffar Husajn (1506 - 1507), nie byli dla Szibaniego żadnymi przeciwnikami i w roku 1507 zajął on Herat niemal bez walki, po czym zdobył także Kandahar. W następnym roku Szibani udał się do zachodniego Chorasanu, zajmując Meszhed, Niszapur, Sabzewar, Bastam i Astarabad. Tym samym proces podboju posiadłości Timurydów został zakończony.
Przez ostatnie dwa lata swojego życia Szibani nie dokonał już żadnych nowych podbojów, lecz starał się raczej scalić swoje pospiesznie zbudowane imperium. Lato 1508 roku spędził w okolicach Bastamu, zaś zimę w Bucharze, gdzie świętował Id al-Fitr, by następnie poprowadzić kampanię przeciwko Kazachom. Udał się na pielgrzymkę do Sanktuarium Imama Rezy w Meszhedzie, zaś później przybył do Heratu skąd poprowadził rajd na Kerman, by po powrocie do miasta przeprowadzić karne ekspedycje przeciwko Hazarom i Kara'unas z Hazaradżat. To w Heracie w październiku 1510 roku dotarła do niego wiadomość, że Isma'il (1501 - 1524) z rodu Safawidów maszeruje na Chorasan. Szibani udał się natychmiast do Merwu i w pobliżu miasta zginął w bitwie z siłami Isma'ila 29 listopada 1510 roku "i większość podbitego przez niego terytorium została szybko utracona przez jego krewnych i zwolenników".
Podobnie jak jego poprzednicy, Timurydzi, Szibani był patronem nauki i sztuki. Uczynił szczególnie dużo dla promowania literatury w języku czagatajskim i sam był poetą piszącym w tym języku. Pozostawił po sobie syna, Muhammada Temüra, który od roku 1512 współrządził wraz z chanem Kuczkunczim (1512 - 1530) w wyznaczonym mu apanażu w Samarkandzie, jednak zginął w marcu 1514 roku nie pozostawiając po sobie żadnych legalnych dziedziców.